# Операція «Переїзд до свободи»

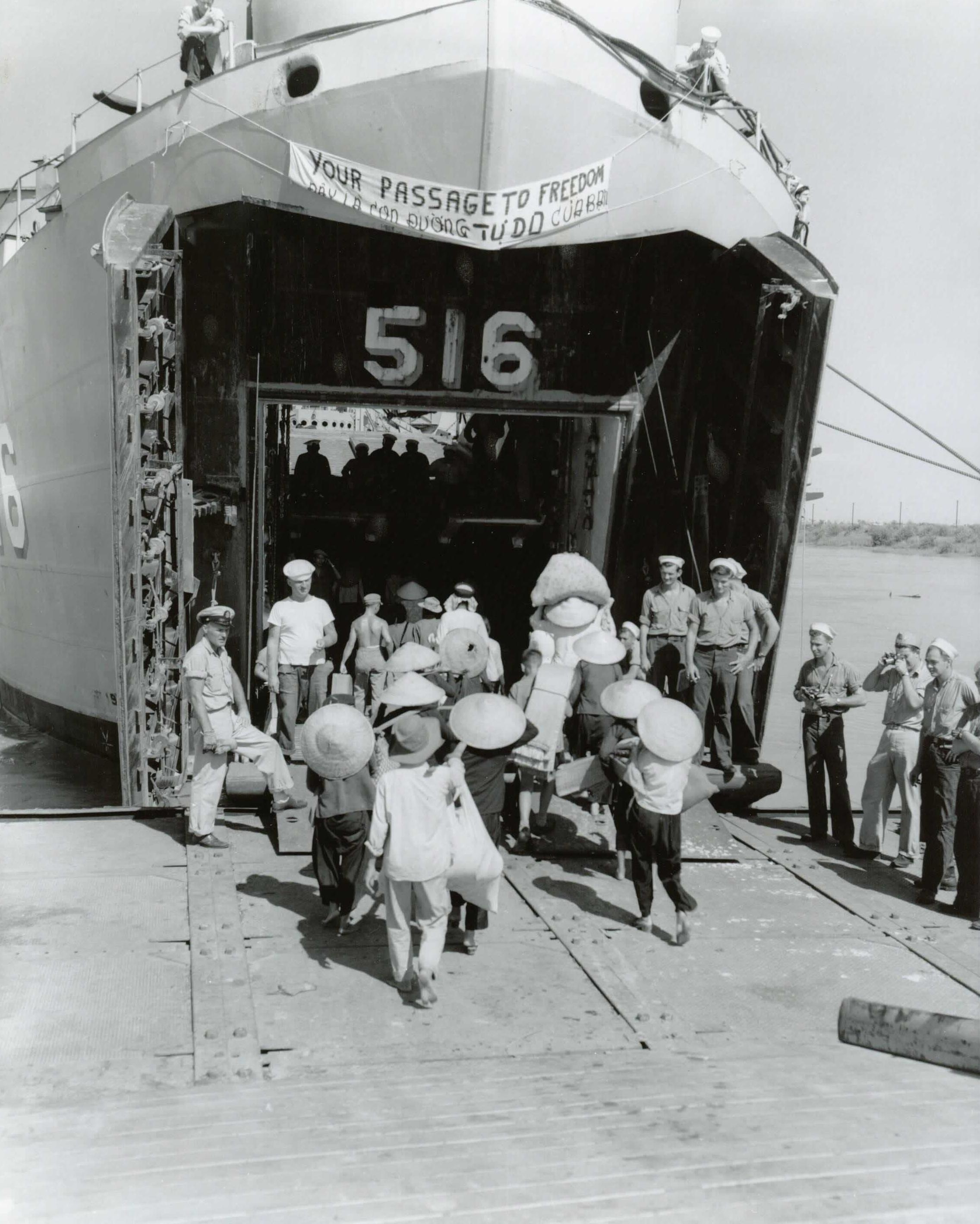
До мільйона людей покинули комуністичний Північний В'єтнам під час операції «Переїзд до свободи» після розділу країни.

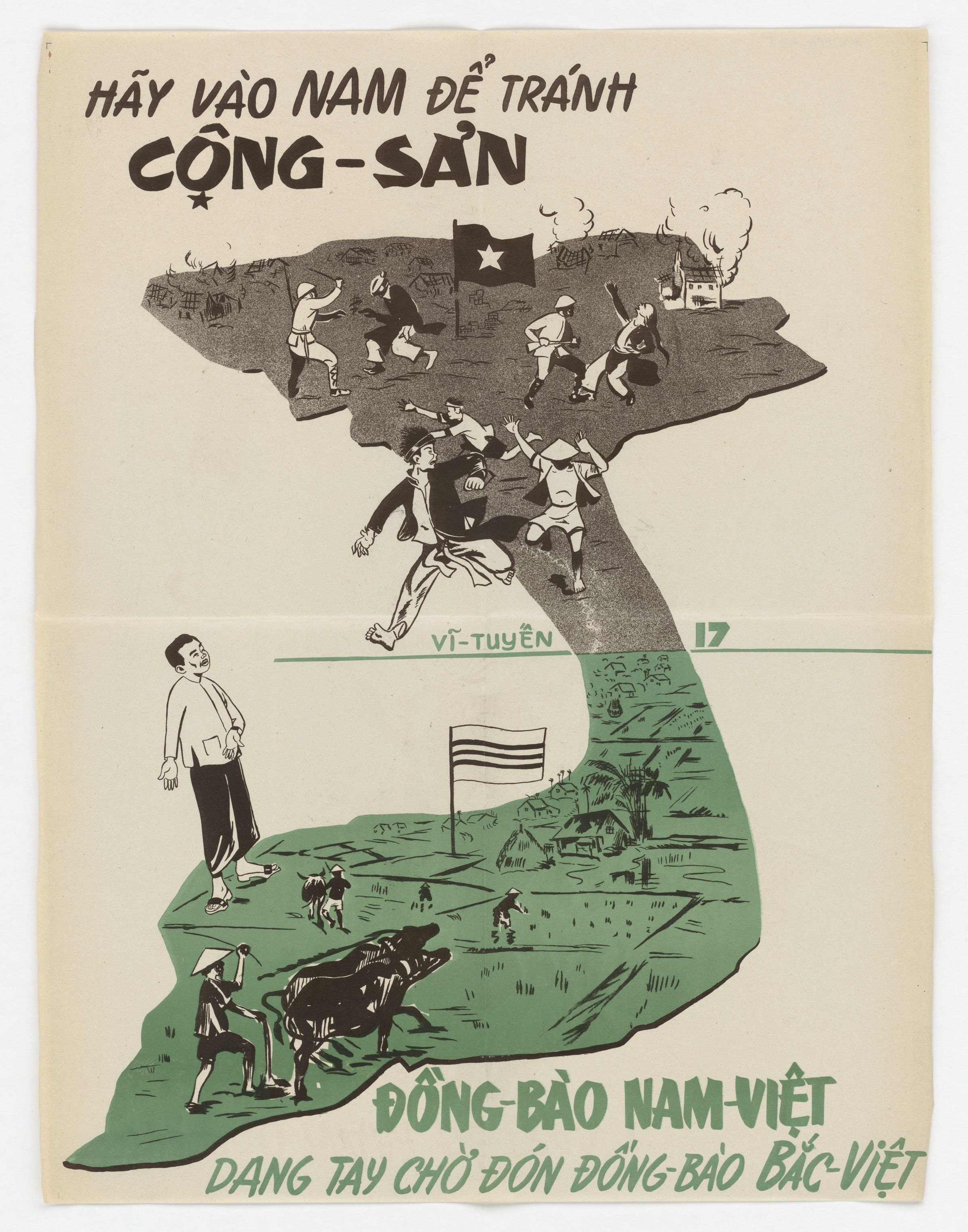
Пропагандистський плакат, який закликає жителів півночі рухатися на Південь. Заголовок: «Йди на південь, щоб уникнути комунізму». Підпис унизу: «З розпростертими обіймами зустрічають північних братів і сестер південні співвітчизники».

Операція «Переїзд до свободи» (Passage to Freedom) — термін, який використовувався ВМС США для опису пропагандистських зусиль і допомоги в транспортуванні 310 000 в'єтнамських цивільних осіб, солдатів і нев'єтнамських членів французької армії з комуністичного Північного В'єтнаму (Демократична Республіка В'єтнам) до некомуністичного Південного В'єтнаму (Держава В'єтнам, яка пізніше стала Республікою В'єтнам) між 1954 і 1955 роками. Франція та інші країни могли перевезли ще 500 000.
Після поразки французів у битві при Дьєнб'єнфу, Женевські угоди 1954 року вирішили долю Французького Індокитаю після восьми років війни між колоніальними силами Французького союзу та В'єтмінь, який боровся за незалежність В'єтнаму. Угоди призвели до поділу В'єтнаму на 17-й паралелі на півночі, з комуністичним В'єтміном Хо Ши Міна, який контролював північ, і державу В'єтнам, яку підтримувала Франція, на півдні. Угоди передбачали 300-денний пільговий період, який закінчився 18 травня 1955 року, протягом якого люди могли вільно пересуватися між двома В'єтнамами до того, як кордон було закрито. Поділ мав бути тимчасовим до виборів у 1956 році для возз'єднання країни під національним урядом. Від 600 тис. до 1 млн людей рушили на південь, у тому числі понад 200 000 громадян Франції та солдатів французької армії тоді як від 14 000 до 45 000 цивільних осіб і приблизно 100 000 бійців В'єтмінь рухалися в протилежному напрямку.
Масовій міграції жителів півночі сприяли насамперед французькі ВПС і ВМС. Американські військово-морські кораблі доповнили французькі в евакуації жителів півночі до Сайгона, південної столиці. Операція супроводжувалася великою гуманітарною допомогою, фінансованою головним чином урядом Сполучених Штатів у спробі підтримати велике наметове містечко біженців, яке виникло біля Сайгону. Для США міграція була піаром, що спричинило широке висвітлення втечі в'єтнамців від гніту комунізму до «вільного світу» на півдні. Цей період був відзначений пропагандистською кампанією за підтримки Центрального розвідувального управління від імені римо-католицького прем'єр-міністра Південного В'єтнаму Нго Дінь Дьєма. Кампанія зазвичай розглядалася як спонукання католиків тікати від «загрозливих релігійних переслідувань» комунізму, і близько 60 % із 1,14 мільйона католиків півночі іммігрували. В'єтмінь також намагався силою перешкодити потенційним біженцям залишити країну, особливо в сільській місцевості, де не було французьких або американських військових сил.
Передбачалося, що міграція зміцнить католицьку владу Дьєма; тоді як більшість католиків В'єтнаму раніше жили на півночі. Побоюючись перемоги комуністів, Дьєм скасував вибори. Вважаючи, що новоприбулі католики є бастіоном міцної антикомуністичної підтримки, Дьєм нібито ставився до нових виборців як до групи особливих інтересів. У довгостроковій перспективі північні католики ніколи не повністю інтегрувалися в південне суспільство, і передбачуваний фаворитизм Діема по відношенню до них часто вважався причиною напруги, яка досягла кульмінації в буддистській кризі 1963 року, яка закінчилася його падінням і вбивством. Насправді католики, які переїжджали на Південь, мали активну життєву позицію, а не робили це завдяки зусиллям ЦРУ чи Нґо Дінь Дьєма.

## Історія

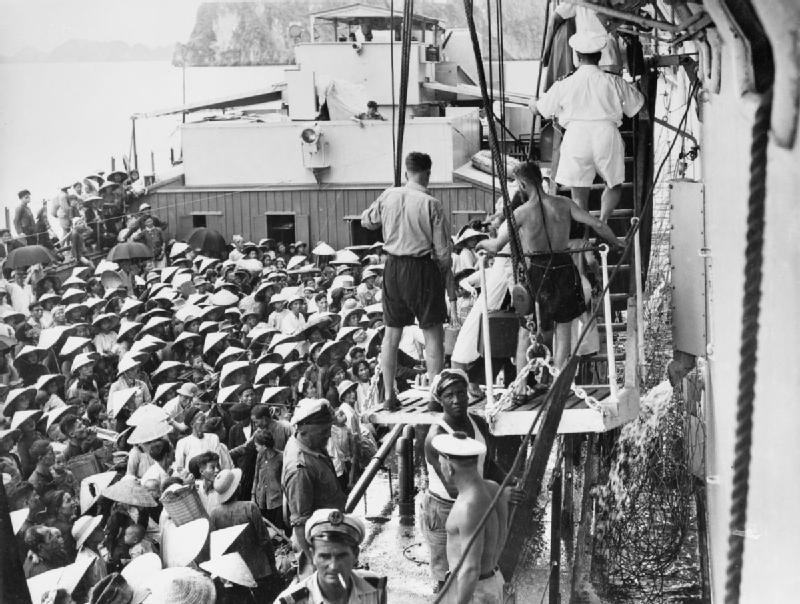
Біженці пересаджуються з французького десантного корабля LCT на британський авіаносець HMS Warrior у порту Хайфон під час операції 4 вересня 1954 року.

Наприкінці Другої світової війни у вересні 1945 року В'єтмінь проголосив незалежність у складі Демократичної Республіки В'єтнам (ДРВ). Це сталося після відходу Японської імперії, яка захопила контроль над Французьким Індокитаєм під час Другої світової війни. Збройна боротьба відновилася в листопаді 1946 року, коли Франція спробувала відновити контроль над Індокитаєм шляхом нападу на північне портове місто Хайфон. ДРВ була визнана Радянським Союзом і Китайською Народною Республікою (КНР), тоді як західні держави визнали підтримувану Францією державу В'єтнам, номінально очолювану імператором Бао Дзі, але з підготовленою французами В'єтнамською національною армією (VNA). яка була лояльною до військ Французького союзу. У травні 1954 року, після восьми років боїв, французи були оточені та розгромлені в гірській північній фортеці в битві при Дьєнб'єнфу. Вихід Франції з Індокитаю був остаточно оформлений Женевськими угодами в липні 1954 року після двох місяців переговорів між ДРВ Хо Ши Міном, Францією, КНР і Радянським Союзом. Згідно з умовами угоди, В'єтнам був тимчасово розділений на 17-й північній паралелі до виборів у 1956 році для вибору національного уряду, який би керував возз'єднаною країною.
Комуністичний В'єтмінь залишився під контролем Північного В'єтнаму, тоді як держава В'єтнам контролювала південь. Сили Французького союзу поступово виводилися з В'єтнаму в міру стабілізації ситуації. Обидві в'єтнамські сторони були незадоволені результатом у Женеві; Нго Дінь Дьєм, прем'єр-міністр держави В'єтнам, денонсував угоду в Франції та наказав своїй делегації не підписувати. Він заявив, що «ми не можемо визнати захоплення Радянським Китаєм… більше половини нашої національної території» і що «ми не можемо погодитися з жорстоким поневоленням мільйонів співвітчизників». Прем'єр-міністр Північного В'єтнаму Фам Ван Донг висловив жаль після того, як його радянські та китайські прихильники погрожували скоротити підтримку, якщо він не погодиться на мирні умови; Донг хотів посилити військову перевагу В'єтмінь, щоб вони могли претендувати на більше території за столом переговорів.
Згідно з угодами, мав бути період, протягом якого було дозволено вільне переміщення цивільного населення між двома зонами, тоді як військові сили були змушені передислокуватися на відповідні сторони. Весь французький Далекосхідний експедиційний корпус і сили ВНА на півночі мали бути евакуйовані на південь від 17-го паралельно, тоді як усі бійці В'єтмінь повинні були передислокуватися на північ. Угоди передбачали, що цивільним особам повинна була бути надана можливість переїхати до бажаної половини В'єтнаму.
Стаття 14(д) дозволяла 300-денний період вільного пересування між двома В'єтнамами, який закінчувався 18 травня 1955 року. Під час переговорів у Женеві сторони мало думали про логістику переселення населення і вважали, що це буде другорядне питання. Незважаючи на те, що його північні співвітчизники були «поневолені», Дьєм очікував не більше 10 000 біженців. Генерал Поль Елі, французький генеральний комісар Індокитаю, очікував, що близько 30 тис. орендодавців та керівників підприємств переїдуть на південь і проголосив, що візьме на себе відповідальність за транспортування будь-якого в'єтнамця, який захоче переїхати на територію, контрольовану Французьким Союзом, наприклад, Південний В'єтнам. Прем'єр-міністр Франції П'єр Мендес Франс та його уряд планували надати допомогу приблизно на 50 тис. переміщених осіб. Мендес-Франс був упевнений, що FFEEC зможе сама впоратися з роботою Американці вважали цей період можливістю послабити комуністичну північ.

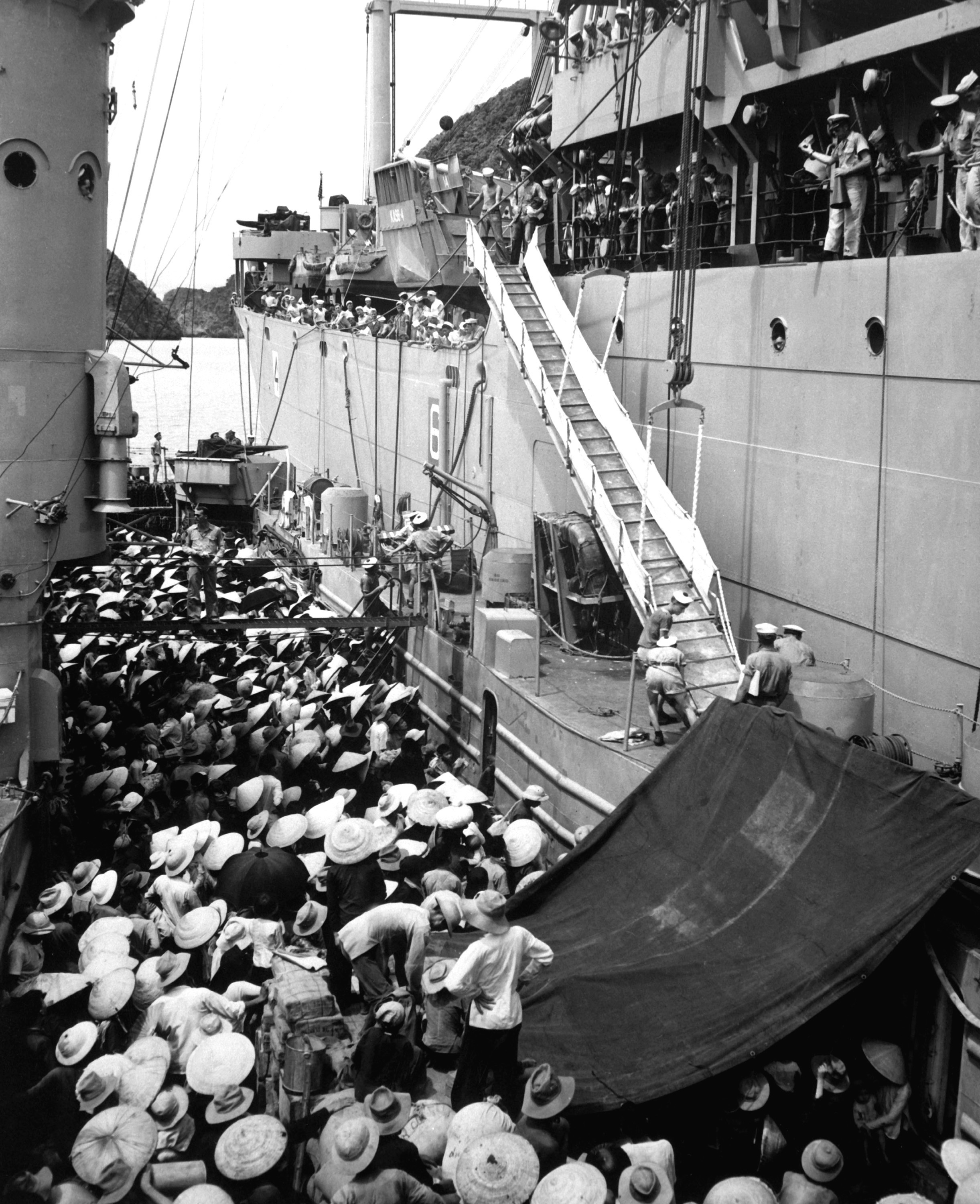
Біженці з Північного В'єтнаму переходять з французького десантного корабля на під час операції «Переїзд до свободи» в серпні 1954 року.

Прогнози, зроблені Дієм і Елі, були вкрай неточні. На півночі В'єтнаму, де в'єтмінь був найсильнішим, точилися важкі бої, і багато людей були змушені покинути свої домівки. У результаті з'явилася велика кількість жителів півночі, які хотіли виїхати і почати нове життя на півдні.
Французи почали свою евакуацію на південь. Коли відомості про міграційну програму поширювалися контрольованою комуністами північчю, тисячі шукачів притулку, переважно північних католиків, прибули до столиці Ханой і порту Хайфон, які все ще перебували під контролем Франції. Це призвело до анархії та плутанини, оскільки емігранти боролися за обмежений притулок, їжу, ліки та місця на кораблях і літаках, які прямували на південь. На початок серпня понад 200 тисяч евакуйованих чекали у Ханої та Хайфоні. Спочатку спеціальні табори не мали достатнього рівня санітарії та контролю якості води, що призводило до спалахів захворювань. Деякі американські представники сказали, що це найгірші умови, які вони бачили. Не було організаційної інфраструктури щодо реєстрації чи медичної документації та імунізації евакуйованих, що чекали.
Французькі ВМС і ВПС були виснажені під час Другої світової війни. Вони не змогли впоратися з несподівано великою кількістю біженців. Ситуація посилювалася їхнім небажанням дозволяти евакуйованим цивільним особам подорожувати потягами з віддалених районів до Ханоя та Хайфону, оскільки їхнім пріоритетом була евакуація військового персоналу та обладнання. Франція попросила допомоги у Вашингтона, тому Міністерство оборони США наказало ВМС США мобілізувати оперативну групу з евакуації.
Американський уряд побачив в евакуації можливість послабити комуністів, забезпечивши і тим самим лояльність біженців до антикомуністичної справи. Іншою перевагою участі в евакуації було те, що американський персонал перебував на місці в Північному В'єтнамі, що дозволо їм збирати розвіддані про діяльність комуністів.
Відповідно, була урочисто відкрита Оперативна група 90 (CTF-90) під командуванням контр-адмірала Лоренцо Сабіна. Американські військовослужбовці відремонтували та переобладнали вантажні судна та танкери для розміщення тисяч в'єтнамців, яких планувалося евакуювати на них. Ремонт часто проводився по дорозі в Хайфон з їхніх баз у Субік-Бей на Філіппінах.
Першим американським судном, яке взяло участь у масовій евакуації, був Menard, який покинув Хайфон 17 серпня. Він перевозив 1924 біженців на 1600 кілометр, три дні шляху до південної столиці. На той час у зонах очікування вже було зареєстровано 132 000 людей, хоча лише деякі мали будь-які посвідчення. Montrose слідував наступного дня з 2100 пасажирами. Обидва спочатку були побудовані як ударні транспортні судна. Щоб впоратися зі зростаючим обсягом морських перевезень у південному напрямку, CHMAAG створила пункт висадки біженців у Вунгтау, прибережному порту біля входу в річку Сайгон. Це місце зменшило затори в таборах біженців у Сайгоні та зменшило вузькі місця руху вздовж річки. Невдача сталася, коли тайфун обрушився на район Хайфон, знищивши майже половину місця розміщення біженців. Незважаючи на проблеми, до 3 вересня ВМС США евакуювали 47 тис. жителі півночі лише після двох тижнів операцій.
Рекорд за кількістю пасажирів, взятих за одну подорож, встановив USS General Black, який відплив 29 жовтня з 5224 в'єтнамцями на борту. У листопаді евакуація була ускладнена ще одним тайфуном, а весь екіпаж одного американського судна загинув від спалаху корости. У грудні через перешкоди представників В'єтміню, які не дозволяли людям із сільських і регіональних районів їхати до Ханоя та Хайфона, щоб емігрувати, ВМС Франції направили кораблі до узбережжя поблизу регіонального міста Вінь, щоб евакуювати біженців.
За даними COMIGAL, урядового агентства Південного В'єтнаму, відповідального за міграцію, французькі літаки здійснили 4280 поїздок, перевезли в цілому 213 635 біженців. Загалом 555 037 пасажирів зафіксовано на 505 морських подорожах. Військово-морські сили Франції зробили 388 рейсів, тоді як ВМС США здійснили 109. Британські, тайванські та польські кораблі здійснили два, два та чотири рейси відповідно. За офіційними даними, загалом 768 672 людей мігрувало під військовим наглядом. З них близько 190 000 були французькими та сайгонськими солдатами та полоненими, що повернулися; приблизно 43 000 були військовими, 15 000—25 000 членів племені нунг, які допомагали військовими, від 25 000 до 40 000 громадян Франції та близько 45 000 жителів Китаю. До нього також входили кілька тисяч осіб, які працювали на французьку та в'єтнамську адміністрації на Півночі. За офіційними даними, понад 109 тис. люди подорожували на південь власними засобами, деякі прибули поза 300-денним періодом. Ці люди зазвичай перетинали річку, яка розділяла зони, на саморобних плотах, пливли на імпровізованих плавзасобах у південний порт або йшли по території Лаосу. Станом на 1957 рік уряд Південного В'єтнаму оголосив загалом 928 152 біженців, з яких 98,3 % були етнічними в'єтнамцями. У звіті 1957 року говориться, що 85 % займалися сільським господарством або рибальством, щоб заробити собі на життя, і 85 % були католиками, а решта були буддистами або протестантами. Однак урядовий звіт за жовтень 1955 року стверджував, що 76,3 % були католиками, 23,5 % були буддистами і 0,2 % протестантами.
Близько 120 000 військових В'єтміня та близькі до них люди переселялися на північ. Більшість цих евакуацій пояснювали військовою стратегією В'єтміня, а деяким було наказано залишатися в готовності до майбутніх партизанських дій. Руху на північ сприяли судна, що відходили з районів збору в Куїньон і Камау на південній околиці В'єтнаму. Подорожі до Північного В'єтнаму здійснювалися порожніми французькими кораблями, які поверталися на північ, щоб забрати більше антикомуністів, що прямували на південь, а також судна комуністичних країн, таких як Польща. В'єтмінь також активно пропагував корінних жителів В'єтнаму монтаньярів, на чиї землі в Центральному нагір'ї зазіхали прибулі північні поселенці. Комуністи поширювали пропаганду через передачі мовами племен і проникали у високогірні райони. Згідно з дослідженням Мічиганського державного університету, близько 6 тис. представників племен пішли на північ з комуністами.